# سنت‌کیرای
سِنت‌کیرای (به مجاری:  Szentkirály) یک منطقهٔ مسکونی در مجارستان است که در ناحیه تیساکچکه‎ واقع شده‌است. سنت‌کیرای ۱۰۱٫۸۳ کیلومتر مربع مساحت و ۱٬۹۸۷ نفر جمعیت دارد.